# جيدافر
جيدافر شركة تايوانية متعددة الجنسيات، مصنعة للموازين الإلكترونية، والأدوات التحليلية ومكوناتها. ويقع مقر الشركة في تايبيه، ولها فروع عدة في البر الرئيسي للصين (وأهمها يقع في شيامن) ومكاتب المبيعات لها في جميع أنحاء العالم.

## التسمية
"Jadever" هي مركبة من الكلمات الإنجليزية "Jad" و"Ever". ومع ذلك، فإن الترجمة الدقيقة للاسم بالكتابة الصينية (المبسطة الصينية: 钰 恒؛ الصينية التقليدية: 钰 恒؛ بينيين: yùhéng) تعني «الكنز الدائم» وطبقا لثقافة الشركة تعني حرفيا (نحن نكتنزموازينا قيمة للأبد).

## التأسيس
تأسست في تموز / يوليو 1986. خلال السنوات الأولى من وجودها، تقدمت الشركة في التكنولوجيا والابتكار وتطوير خطة عملها. في عام 1998، حققت الشركة الهدف الرئيسي لها، عندما أول منتجاتها حصلت على موافقة من المنظمة الدولية للمقاييس القانونية، في عام 1999. شيامن جيدافر المحدودة تأسست بحلول عام 2006 وتم حصولها على شهادة الأيزو 9001:2000.

## السياسة
جيدافر تتبع سياسة تقوم على أربعة أركان هي: الانضباط، والصدق والمعرفة والابتكار.

## الأهداف
تنتهج ثلاثة أهداف رئيسية هي:
• الثبات في الجودة
• المسؤولية عن التكلفة
• التحدي ضد الكمال، بمعنى أكبر وأوسع، مشروع الشركة هو الحفاظ على تعزيز منتجاتها كعلامة تجارية موثوق بها في السوق المتنافس عليهاعالميا.

## الفروع
يقع مقرها الرئيس في تايبيه، بالإضافة إلى أربعة فروع في المدن الصينية (شيامن وشانغهاى وشنتشن ووهان) وفرع دولي في ماركهام،كندا.

## وصلات خارجية
- الموقع الرسمي للشركة.